# Jump Up!
«Jump Up!» — музичний альбом Елтона Джона. Виданий у квітні 1982 року. Загальна тривалість композицій становить 42:56. Альбом відносять до напрямку рок.

## Список пісень
1. «Dear John» — 3:31
2. «Spiteful Child» — 4:15
3. «Ball and Chain» — 3:27
4. «Legal Boys» — 3:05
5. «I Am Your Robot» — 4:43
6. «Blue Eyes» — 3:25
7. "Empty Garden " — 5:09
8. «Princess» — 4:56
9. «Where Have All the Good Times Gone» — 4:00
10. «All Quiet on the Western Front» — 5:59